# انتخابات ریاست‌جمهوری روسیه (۲۰۲۴)
انتخابات ریاست‌جمهوری روسیه از ۱۵ تا ۱۷ مارس ۲۰۲۴ برگزار شد. این هشتمین انتخابات ریاست‌جمهوری در این کشور بود. ولادیمیر پوتین، رئیس‌جمهور وقت، با کسب ۸۸ درصد آرا، که بالاترین درصد در انتخابات ریاست‌جمهوری روسیه پس از فروپاشی اتحاد جماهیر شوروی بود، برای پنجمین دوره پیروز شد، نتیجه‌ای که به‌طور گسترده از پیش تعیین‌شده تلقی می‌شد. او در ۷ مه ۲۰۲۴ مراسم تحلیف خود را برگزار کرد.
در نوامبر ۲۰۲۳، بوریس نادژدین، عضو سابق دومای دولتی، اولین فردی بود که با حمایت یک حزب سیاسی ثبت‌شده، کاندیداتوری خود را با پلتفرم ضد جنگ اعلام کرد. پس از او، ولادیمیر پوتین در دسامبر ۲۰۲۳ به عنوان کاندیدای مستقل وارد رقابت شد، که به دلیل اصلاحات قانون اساسی سال ۲۰۲۰ واجد شرایط شرکت مجدد بود. در همان ماه، لئونید اسلوتسکی از حزب لیبرال دموکرات، نیکولای خاریتونوف از حزب کمونیست و ولادیسلاو داوانکوف از حزب مردم نو کاندیداتوری خود را اعلام کردند.
کاندیداهای دیگری نیز برای شرکت در انتخابات اعلام آمادگی کردند، اما به دلایل مختلف توسط کمیسیون مرکزی انتخابات رد صلاحیت شدند. مانند انتخابات ۲۰۱۸، برجسته‌ترین رهبر اپوزیسیون، آلکسی ناوالنی، به دلیل محکومیت کیفری که به عنوان انگیزه سیاسی تلقی می‌شد، از شرکت در انتخابات منع شد. ناوالنی در فوریه ۲۰۲۴، چند هفته پیش از انتخابات، در زندان تحت شرایط مشکوک درگذشت. نادژدین نیز، با وجود گذراندن مراحل اولیه، در ۸ فوریه ۲۰۲۴ به دلیل ادعای تخلف در امضاهای حامیانش از سوی کمیسیون مرکزی انتخابات رد صلاحیت شد. وضعیت نادژدین به عنوان تنها کاندیدای صراحتاً ضدجنگ به‌طور گسترده به عنوان دلیل واقعی رد صلاحیت او تلقی شد، هرچند داوانکوف وعده «صلح و مذاکره بر اساس شرایط خودمان» را داد. در نتیجه، پوتین با هیچ رقیب جدی روبرو نشد. فعالان ضد پوتین از رای‌دهندگان خواستند تا آرای خود را باطل کنند. در این انتخابات، ۱٫۴ میلیون رای باطل یا خالی ثبت شد، حدود ۱٫۶ درصد از کل آرا، که نسبت به انتخابات ۲۰۱۸ افزایش ۴۵ درصدی داشت.
اکثر ناظران بین‌المللی انتظار نداشتند که انتخابات آزاد و منصفانه باشد، به ویژه پس از تشدید سرکوب‌های سیاسی توسط پوتین پس از آغاز جنگ تمام‌عیار با اوکراین در سال ۲۰۲۲.  انتخابات همچنین در مناطق اشغالی اوکراین توسط روسیه برگزار شد. گزارش‌هایی از تخلفات، از جمله پر کردن صندوق‌های رای و اجبار، منتشر شد و تحلیل‌های آماری نشان‌دهنده سطح بی‌سابقه‌ای از تقلب در انتخابات ۲۰۲۴ بود.

## نتیجه انتخابات
- نفر اول انتخابات: ولادیمیر پوتین با درصد رای ۸۷٫۲۸٪
- نفر دوم انتخابات: نیکلای خاریتونوف با درصد رای ۴٫۳۱٪
- نفر سوم انتخابات: ولادیسلاف داوانکوف با درصد رای ۳٫۸۵٪
- نفر چهارم انتخابات: لئونید اسلاتسکی با درصد رای ۳٫۲۰٪